# Шраденский остерландский диалект
Шраденский остерландский диалект (нем. Schraden-Osterländisch) — диалект немецкого языка, принадлежащий к тюрингско-верхнесаксонским диалектам восточносредненемецкой группы. Является вариантом остерландского диалекта, близок к верхнесаксонскому. Диалект распространён в Шрадене, на саксонско-бранденбургской границе, примерно в 50 километрах к северу от Дрездена и в 120 километрах на юг от Берлина.